# NGC 4577
NGC 4577 (ook: NGC 4591) is een spiraalvormig sterrenstelsel in het sterrenbeeld Maagd. Het hemelobject werd op 28 januari 1784 ontdekt door de Duits-Britse astronoom William Herschel.

## Synoniemen
- IRAS 12366+0617
- UGC 7821
- VCC 1780
- MCG 1-32-124
- ZWG 42.191
- PGC 42319